# Yuina Kuroshima
Yuina Kuroshima (黒島 結菜, nascută 15 martie 1997 în Okinawa, Japonia) este un model, actriță, și un tarento.
În 12 iulie 2024, se naște primul copil al cuplului Yuina Kuroshima și Hio Miyazawa.

## Filmografie

### Filme
- Ju-on: The Beginning of the End (2014), Yayoi[6]
- Strobe Edge (2015), Mao Sugimoto[7]
- Ju-on: The Final (2015), Yayoi[8]
- Ashita ni Nareba. (2015), Miki Sasaki[9]
- Strayer's Chronicle (2015), Aoi[10]
- At Home (2015), Asuka Moriyama[11]
- Nagareboshi ga Kienai Uchini (2015), Eri Motoyama[12]

### Televiziune
- Dinner Episode 9 (Fuji TV, 2013)[13]
- Aoi Honō (TV Tokyo, 2014), Hiromi Tsuda[14]
- Mago no Namae: Ōgai Papa no Meimei Sōdō 7-kakan (NHK BS Premium, 2014)[15]
- Gomenne Seishun! (TBS, 2014), Takako Nakai[16]
- Massan (NHK, 2014-2015), Hideko Nakamura[17]
- Kiseki no Dōbutsuen: Asahiyama Dōbutsuen Monogatari 2015 Inochi no Baton (Fuji TV, 2015), Akiko Natsuki[18]
- Hana Moyu (NHK, 2015), Takasugi Masa[19]
- Ichiban Densha ga Hashitta (NHK, 2015), Toyoko Amada[20]
- Samurai Sensei (TV Asahi. 2015), Sachiko Akagi

### Reclame TV
- Benesse - Shinken Zemi Kōkō Kouza (2013)[21]
- NTT DoCoMo (2013-)[22]
- Point - Lowrys Farm (2014-)[23]
- Mizuho Bank - Aeonbank ATM Renkei-hen (2014-)[24]
- Kuraray - Mirabakesso (2014-)[25]
- Calpis - Calpis Water (2015)[26]